# Michel Thomas (linguiste)
 (juillet 2022).
Si vous disposez d'ouvrages ou d'articles de référence ou si vous connaissez des sites web de qualité traitant du thème abordé ici, merci de compléter l'article en donnant les références utiles à sa vérifiabilité et en les liant à la section « Notes et références ».
Pour les articles homonymes, voir Michel Thomas et Thomas.
Michel Thomas (né le 3 février 1914 et mort le 8 janvier 2005) de son vrai nom, d'après ses écrits, Moniek (Moshe) Kroskof, est un linguiste américain et professeur de langues. Il développa une méthode d’apprentissage rapide des langues purement oral et sans le moindre support écrit qui, selon lui, permet d’apprendre en huit à dix heures ce qui prendrait plusieurs mois pour des cours traditionnels. Lors de sa carrière il enseigna à de nombreux diplomates, industriels et célébrités, notamment Barbra Streisand, Emma Thompson, Woody Allen ou Grace Kelly, lorsque celle-ci fut fiancée au Prince Rainier de Monaco. En fin de carrière, ses cours pouvaient se négocier jusqu’à 25 000 $.
Sa vie lors de la Seconde Guerre mondiale, retracée par Christopher Robbins dans le livre Test of Courage a causé une vive polémique en raison du caractère extraordinaire de celle-ci : il se dit entre autres avoir survécu à trois camps de concentration, fait partie de la résistance de façon active, survécu à une séance de torture de Klaus Barbie et participé après la guerre à la traque des responsables nazis. Il fut donc souvent perçu à ce sujet comme un fabulateur. Ses actions lui ont pourtant valu recevoir officiellement la Silver Star en 2004, près de soixante ans après avoir été recommandé.

## Biographie
Cette partie est pour la majeure partie tirée de sa biographie officielle, mais beaucoup d'éléments sont sujets à caution. Voir la partie polémique de cet article.

### Introduction
À en croire sa biographie autorisée, outre le fait qu’il soit principalement connu pour sa méthode de langues, Michel Thomas aurait vécu une vie assez mouvementée : il serait le seul à avoir survécu à trois camps de concentration, aurait aidé à libérer Dachau, prit du LSD en compagnie d’Aldous Huxley, eu l’idée de créer une île artificielle, idée que se serait appropriée le Prince de Monaco (lequel fit en fait construire un casino), échappé de peu au chef de la Gestapo Klaus Barbie, empêché dix millions de cartes d’identité du parti nazi d’être détruites, et aidé à l’arrestation de plusieurs centaines de Nazis qui avaient pour but de faire revivre le Troisième Reich. Plusieurs journaux remirent en doute ses assertions et Michel Thomas dut souvent faire face à des accusations d’affabulation.

### Enfance
Michel Thomas s’est toujours montré assez vague sur son lieu de résidence : pendant près de quarante ans, la plupart des journaux le disaient habitant en France, mais sans jamais s’entendre sur la ville. Il déclara cependant en 1987 être né à Łódź en Pologne, sous le nom de Moniek (Moshe) Kroskof, fils d’une famille juive aisée possédant plusieurs usines textiles. Souffrant des railleries antisémites, ses parents l’envoyèrent vivre chez sa tante à Breslau (à l'époque en Allemagne). La montée au pouvoir d’Hitler le contraignit à déménager à Bordeaux en 1933 pour suivre des cours à l’Université, puis à Paris, où il s’inscrivit à la Sorbonne.

### Seconde Guerre mondiale
Lorsque la France fut envahie, il s’installa à Nice, alors neutre sous le gouvernement de Vichy et c’est là qu’il adopta l’identité de Michel Thomas, selon lui afin de pouvoir opérer plus facilement dans la résistance. Il fut pourtant arrêté et passa quatre mois au cachot avant d’être libéré. Il fut encore arrêté une fois de plus et envoyé au camp de travail forcé du Vernet dans les Pyrénées, puis aux mines de Gardanne près d’Aix-en-Provence. Après avoir souffert des poumons, il fut envoyé aux Alpes comme bûcheron avant d’être envoyé aux Milles.
Il s’échappa des Milles en août 1942 en utilisant de faux papiers et tenta de recruter de nouveaux membres pour la résistance. En janvier 1943, il fut encore arrêté et, toujours selon sa biographie, interrogé par Klaus Barbie. Il se fit passer pour un peintre français ne comprenant pas l’allemand. Klaus Barbie aurait alors demandé à un autre officier de lui tirer dessus, mais fut convaincu par le manque de réaction de Michel Thomas et le libéra.
Il fut encore arrêté un mois plus tard par la milice qui le tortura pendant six heures. Une fois libéré, il rejoignit un commando à Grenoble qui travaillait pour l’OSS. C'est à cette occasion qu'il apprit rapidement l’anglais et rejoignit l’Army Counter Intelligence Corps. Il fut alors recommandé par ses supérieurs pour la Silver Star (mais ne la recevra cérémonieusement qu'en 2004).
Après la libération du camp de Dachau, le 29 avril 1945, il interrogea ceux qui travaillaient au crématorium qui lui donnèrent des renseignements sur l’identité d’Emil Mahl, qu’il arrêtera deux jours plus tard. Il découvrit aussi que ses parents, ainsi que la plus grande partie de sa famille étaient morts à Auschwitz.
Toujours d'après sa biographie, vers la fin de la guerre, il reçut un indice l'incitant à se rendre à une papeterie à Freimann, près de Munich, où les dirigeants nazis avaient envoyé un chargement de plusieurs camions. Il y découvrit une montagne de documents nazis prêt à y être réduit en pâte à papier, parmi lesquels se trouvaient entre autres plus de dix millions de cartes d'identité. Ces documents devaient devenir le point central pour dénazifier l'Allemagne et servir de base pour les procès de Nuremberg.

### Après la guerre
En 1947, Michel Thomas émigra aux États-Unis où il ouvrit une école de langues à Beverly Hills en Californie qu'il baptisa Polyglot Institute. Il renomma ensuite l'école The Michel Thomas Language Center car selon lui, aux États-Unis « personne n'a l'air de savoir ce que polyglotte veut dire ». Celle-ci connut le succès et une deuxième école ouvrit à New York.
Il témoigna en 1987 à Lyon au procès de Klaus Barbie, mais son témoignage fut accueilli avec incrédulité par le procureur Pierre Truche.
Il épousa sur le tard une institutrice de Los Angeles, Alice Burns qui lui donna un fils et une fille, mais divorça par la suite.
En mai 2004, au mémorial de la Seconde Guerre mondiale de Washington, il reçut la Silver Star pour sa "bravoure contre l'ennemi" pendant la guerre dans la Résistance. Elle lui fut notamment remise par l'ancien sénateur Bob Dole. Selon le discours prononcé : « Sa parfaite connaissance de diverses langues fut profitable dans l'interrogation des prisonniers ennemis et lors de la capture de travailleurs forcés et de citoyens français ».
Il mourut d'une crise cardiaque le 7 janvier 2005 à l'âge de 90 ans. Au moment de sa mort, il parlait onze langues, dont l'anglais, le français, l'allemand, l'italien, l'espagnol et le yiddish.

## Sources
Christopher Robbins, The Test of Courage  (ISBN 978-0-71267969-5)